# 공손룡 (춘추)

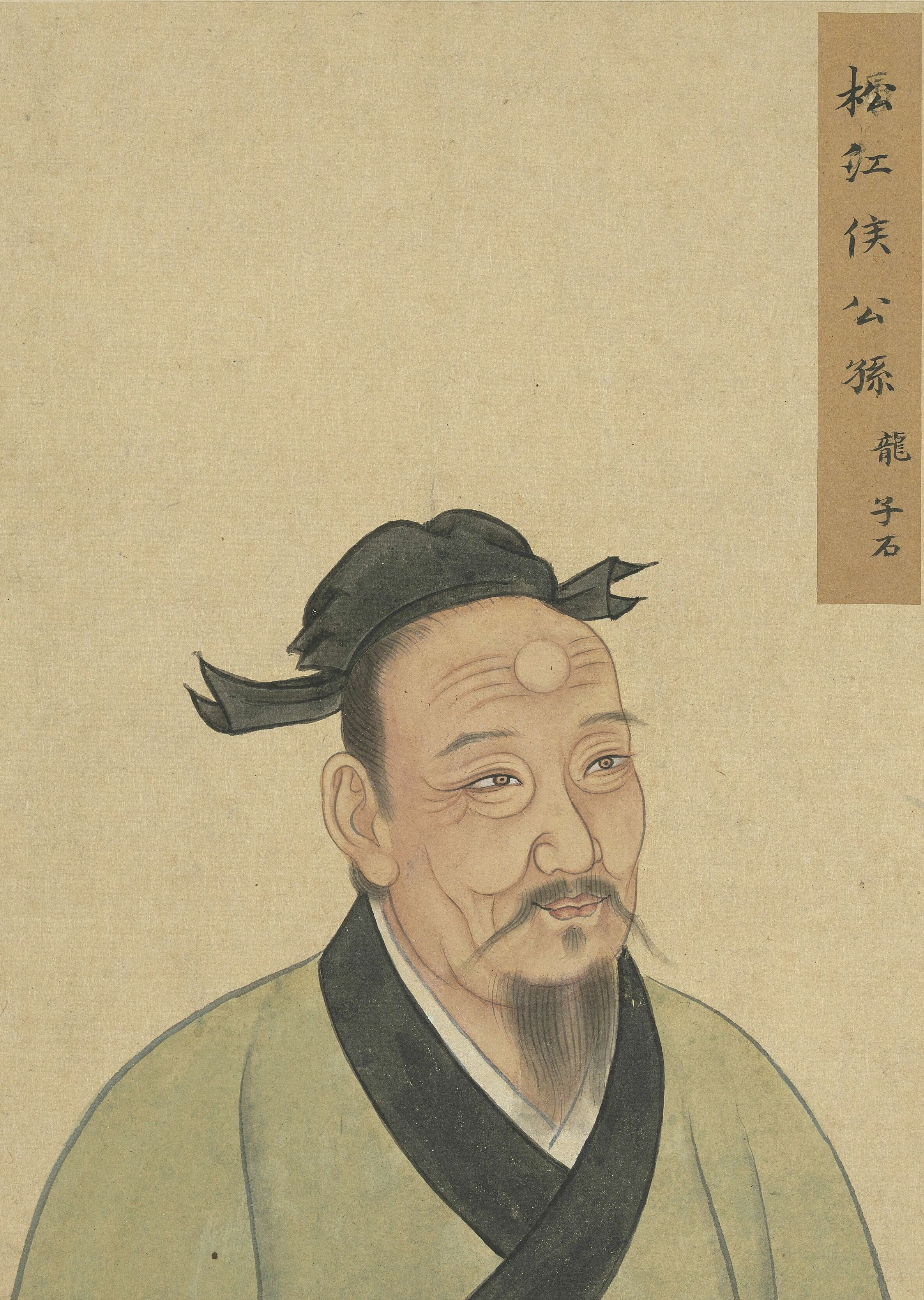

공손 룡(公孫龍, 기원전 498년 ~ ?)은 중국 춘추 시대의 사상가 공자의 제자로, 자는 자석(子石)이며 초나라 사람이다. 《논어》에는 등장하지 않는 인물이다.

## 행적
제나라에서 난을 일으키려 하였던 전항은 제나라의 유력 가문인 고(高)·국(國)·포(鮑)·안(晏)씨를 두려워하여, 대신에 노나라를 치기로 하였다. 소식을 들은 공자는 한탄하며 제자들에게 말하였다.
| “ | 노나라는 부모의 무덤이 계신 곳이다. 이토록 위태로운 지경에 이르렀거늘, 너희는 어찌하여 나서지 않느냐? | ” |

이에 자로가 나섰으나 공자는 허락하지 않았다. 공손룡이 자장과 함께 나섰으나 공자는 이 또한 허락하지 않았고, 이후 허락을 받은 자공이 전항을 설득하러 제나라로 떠났다.

## 출전
- 사마천, 《사기》 권67 중니제자열전